# Moroccanoil
Moroccanoil és una empresa de cosmètics israeliana amb seu a Nova York, especialitzada en productes per a la cura dels cabells que contenen oli d'argània. L'empresa va ser fundada el 2008 a Montreal per la xilena-canadenca Carmen Tal i el seu marit d'aleshores, l'israelià Ofer Tal.
Des de l'any 2020, exerceix com a patrocinador principal del Festival d'Eurovisió, proporcionant serveis de perruqueria als participants i obtenint drets mediàtics i digitals com a part d'un acord a llarg termini amb la Unió Europea de Radiodifusió (UER). Tanmateix, aquesta associació ha generat controvèrsia, especialment arran de l'ofensiva militar d'Israel a Gaza iniciada l'octubre de 2023.